# Hyper Music/Feeling Good
Hyper Music/Feeling Good è un singolo del gruppo musicale britannico Muse, pubblicato il 19 novembre 2001 come quarto estratto dal secondo album in studio Origin of Symmetry.

## Descrizione
Il titolo di Hyper Music è ispirato al titolo del libro del fisico Michio Kaku Hyperspace, testo sulla teoria delle stringhe al quale è ispirato anche il titolo dell'album Origin of Symmetry. Del brano esiste anche una versione acustica, intitolata Hyper Chondriac Music e pubblicata come b-side del singolo precedente; tale versione è stata in seguito inclusa nel primo disco della raccolta Hullabaloo Soundtrack (2002) e nel cofanetto Origin of Muse (2019).
Feeling Good è la reinterpretazione del brano originale di Anthony Newley e Leslie Bricusse realizzato per il musical del 1965 The Roar of the Greasepaint - The Smell of the Crowd e resa famosa dalla versione di Nina Simone. Nella terza strofa, il frontman Matthew Bellamy esegue le strofe modificando la sua voce attraverso un megafono. La Nescafé impiegò la versione dei Muse per uno spot pubblicitario ma il gruppo negò loro l'utilizzo del brano, in quanto non volevano pubblicizzare prodotti per supermercato. L'azienda successivamente decise di utilizzare una versione differente del brano pagando al gruppo un risarcimento che i Muse devolverono alla Oxfam.

## Video musicali
I videoclip di Hyper Music e di Feeling Good sono stati diretti da David Slade e girati in un'unica sessione per abbassare notevolmente il budget di produzione e mantenere una linea di continuità legata all'uscita del doppio singolo. Le riprese per Hyper Music seguono in maniera sincopata il ritmo incalzante della canzone, mentre per Feeling Good le riprese mostrano il gruppo eseguire il brano mentre vengono circondati da persone dai volti sfigurati e irriconoscibili.

## Tracce
Testi e musiche di Matthew Bellamy, eccetto dove indicato.
CD promozionale (Germania)
1. Feeling Good – 3:19 (Anthony Newley, Leslie Bricusse)
2. Hyper Music – 3:25
3. Feeling Good (Live) – 3:12 (Anthony Newley, Leslie Bricusse)
4. Hyper Music (Live) – 3:27
5. Please, Please, Please, Let Me Get What I Want – 1:59 (Morrissey, Johnny Marr) – originariamente interpretata dai The Smiths

CD promozionale (Regno Unito)
1. Feeling Good (Radio Edit[3]) – 3:16 (Anthony Newley, Leslie Bricusse)
2. Hyper Music (Radio Edit) – 3:00

CD singolo (Benelux) – Hyper Music
1. Hyper Music – 3:25
2. Please, Please, Please Let Me Get What I... – 1:59 (Morrissey, Johnny Marr) – originariamente interpretata dai The Smiths
3. Hyper Music (Live) – 3:27
4. Hyper Music (Video) – 3:25

CD singolo (Benelux) – Feeling Good
1. Feeling Good – 3:16 (Anthony Newley, Leslie Bricusse)
2. Shine – 3:22
3. Feeling Good (Live) – 3:12 (Anthony Newley, Leslie Bricusse)
4. Feeling Good (Video) – 3:16 (Anthony Newley, Leslie Bricusse)

CD singolo (Benelux) – Feeling Good (edizione limitata)
1. Feeling Good – 3:16 (Anthony Newley, Leslie Bricusse)
2. Feeling Good (TMF Café Recording) (Anthony Newley, Leslie Bricusse)
3. Feeling Good (Video) – 3:16 (Anthony Newley, Leslie Bricusse)

CD singolo – parte 1 (Regno Unito) – Hyper Music/Feeling Good
1. Hyper Music – 3:25
2. Feeling Good (Live) – 3:12 (Anthony Newley, Leslie Bricusse)
3. Shine – 3:22
4. Hyper Music (Video) – 3:25

CD singolo – parte 2 (Regno Unito) – Feeling Good/Hyper Music
1. Feeling Good – 3:16 (Anthony Newley, Leslie Bricusse)
2. Hyper Music (Live) – 3:27
3. Please, Please, Please Let Me Get What I... – 1:59 (Morrissey, Johnny Marr) – originariamente interpretata dai The Smiths
4. Feeling Good (Video) – 3:16

7" (Regno Unito)
- Lato A

1. Hyper Music – 3:25

- Lato B

1. Feeling Good – 3:16 (Anthony Newley, Leslie Bricusse)

Box set (Giappone)
- CD 1 – Hyper Music/Feeling Good

1. Hyper Music (Live) – 3:27
2. Shine – 3:19
3. Feeling Good (Live) – 3:12 (Anthony Newley, Leslie Bricusse)
4. Please Please Please Let Me Get What I Want – 1:59 (Morrissey, Johnny Marr) – originariamente interpretata dai The Smiths
5. Plus Enhanced Element (Hyper Music and Feeling Good Videos)

- CD 2 – Bliss

1. Bliss – 4:36
2. The Gallery – 3:32
3. Screenager (Live@Paradiso-12/04/01) – 4:01
4. Hyper Chondriac Music – 5:30
5. Plus Enhanced Element (Bliss Video and Bliss Making Video)

- CD 3 – New Born

1. New Born (Live@Radio 1-19/02/01) – 5:59
2. Shrinking Universe – 3:08
3. Piano Thing – 2:53
4. Map of Your Head – 4:28
5. Plug in Baby (Live) – 3:33
6. Plus Enhanced Element (New Born and Plug in Baby Video)

Download digitale
1. Hyper Music – 3:21
2. Hyper Music (Live) – 3:27
3. Feeling Good – 3:18 (Anthony Newley, Leslie Bricusse)
4. Feeling Good (Live) – 3:12 (Anthony Newley, Leslie Bricusse)
5. Shine – 3:19
6. Please, Please, Please Let Me Get What I Want – 2:01 (Morrissey, Johnny Marr) – originariamente interpretata dai The Smiths

## Formazione
Gruppo
- Matthew Bellamy – voce, chitarra, tastiere varie, arrangiamento strumenti ad arco
- Chris Wolstenholme – basso, cori, vibrafono
- Dominic Howard – batteria, percussioni varie

Altri musicisti
- Sara Herbert – violino
- Jacqueline Norrie – violino
- Clare Finnmore – viola
- Caroline Lavelle – violoncello, violoncello improvvisato (Feeling Good)

Produzione
- John Leckie – produzione, ingegneria del suono
- Muse – produzione, missaggio
- Ric Peet – ingegneria del suono
- Chris Brown – ingegneria del suono aggiuntiva, programmazione
- John Cornfield – missaggio
- Ray Staff – mastering
- Safta Jaffery – produzione esecutiva
- Dennis Smith – produzione esecutiva

## Classifiche
| Classifica (2001)          | Posizione massima |
| -------------------------- | ----------------- |
| Regno Unito                | 24                |
| Regno Unito (rock & metal) | 1                 |